# In culo al mondo
In culo al mondo (titolo originale Os Cus de Judas) è un romanzo dello scrittore portoghese António Lobo Antunes, uscito in originale nel 1983, in Italia nel 1996 edito da Einaudi. Nel libro, il protagonista e voce narrante racconta episodi della propria esperienza come medico militare in Angola, mescolandoli con riflessioni sul presente, nel corso di una notte trascorsa in compagnia di una donna conosciuta ad un tavolino di un bar di Lisbona.

## Trama
Del buon alcol in dosi generose ed orecchie femminili ad un tavolino di un bar: questo è quanto serve al narratore per raccontare di un ragazzo e di una guerra assurda. Una storia che lo vede molti anni prima partire in nave in veste di giovane medico militare, salpando dalla natia Lisbona, e sbarcare nella torrida Luanda, per proseguire subito verso l'interno, fino "in culo al mondo", in Angola. Qui le certezze giovanili e le abitudini borghesi rivelano tutta la loro fragilità, miti che si schiantano contro la realtà di un conflitto feroce e senza senso. Anche la notizia della nascita di una figlia, frutto di un matrimonio frettoloso precedente la partenza, finisce per diventare fonte di sofferenza e disorientamento. Successivamente, in occasione di un reimpatrio per una breve licenza, quel senso di straniamento trova nuovi motivi per rafforzarsi, rendendo ancora più intollerabile il ritorno in terra africana. Qui la situazione rimane quella di tormentosa attesa in un limbo senza speranza, tra il pericolo costante delle mine, i feriti, i moribondi da soccorrere e la delirante propaganda dei superiori e degli altri rappresentanti di un regime tronfio e vacuo, che consuma vite umane offrendo in cambio solo disprezzo ed indifferenza. Il racconto quindi si sposta, seguendo il narratore e la sua occasionale uditrice verso la propria abitazione, con nuove amare osservazioni sul presente, mescolate a ricordi altrettanto desolanti, in un calderone doloroso ed ipnotico. Ne emergono episodi legati alla ritirata del proprio reparto verso zone più tranquille, ed il volto di un amore fuggevole, breve illusione che viene presto spazzata via dalla brutalità della guerra, con il suo lascito di sofferenza e rimorso. Nemmeno uno svogliato amplesso tra il narratore e la sua occasionale compagna è sufficiente a fermare il tracimare dei ricordi, tra visi di morti e di vivi che si sovrappongono senza sosta. La luce del nuovo giorno diventa quindi il segnale della fine dell'incontro e delle memorie, che si chiudono con il mesto ritorno a casa, tra addii frettolosi con compagni già distanti, in una Lisbona fredda ed ostile.

## Origine del libro
Lobo Antunes si arruolò come tenente medico dal 1971 al 1973, lasciando a Lisbona la moglie Maria José appena sposata e incinta. Di quell'esperienza, oltre all'epistolario indirizzato alla moglie Lettere dalla guerra (2009), ci resta appunto In culo al mondo (1979).

## Edizioni italiane
- António Lobo Antunes, In culo al mondo, collana I coralli, traduzione di Maria José de Lancastre (con la collaborazione di Antonio Tabucchi), 1ª ed., Giulio Einaudi Editore, 1996  [1983], ISBN 88-06-14027-2.
- António Lobo Antunes, In culo al mondo, collana Einaudi tascabili, traduzione di Maria José de Lancastre (con la collaborazione di Antonio Tabucchi), Giulio Einaudi Editore, 2000, ISBN 978-88-06-15469-1.
- António Lobo Antunes, In culo al mondo, collana Universale Economica, traduzione di Maria José de Lancastre, Milano, Feltrinelli, 2009, ISBN 978-88-07-72105-2.